# Ерцгерцог Леопольд Вільгельм у своїй галереї у Брюсселі
«Ерцге́рцог Леопо́льд Вільге́льм у свої́й галере́ї у Брюссе́лі» (нім. Erzherzog Leopold Wilhelm in seiner Galerie in Brüssel) — картина фламандського живописця Давіда Тенірса молодшого (1610—1690). Створена близько 1651 року. Зберігається у Музеї історії мистецтв у Відні (інв. №GG 739).

## Опис
У 1647 році Тенірс молодший став хранителем галереї ерцгерцога Леопольда Вільгельма (1614—1662), намісника Нідерландів, для якого і виконав цю картину. На ній, з нагоди візиту ерцгерцога в галерею, придворний живописець Тенірс показує йому декілька картин, що нещодавно поповнили галерею. Розташування картин в галереї, що зображене на цьому полотні, не відповідає дійсності. Воно базується на більш ранньому типі показу, що використовувалося для зображення колекції. Майже всі з 51 картини, що зображені здебільшого у зміненому масштабі, нині зберігаються у Музеї історії мистецтв. Леопольд Вільгельм був одним із найпристрастніших колекціонерів із дому Габсбургів: він зібрав велику кількість витворів мистецтва, у тому числі і колекцію, що належала англійському королю Карлу I (1600—1649).
Полотна, на яких зображувалися інтер'єри картинних галерей, були дуже популярні у Голландії. Така деталь, як два песики, що граються з палицею, приховує у собі повчальний сенс, натякаючи на вірність художника ерцгерцогу.
Картина з'явилася в описі празького каталогу у 1685 році.